# Åkrogen Strandpark
Åkrogen Strandpark er en offentlig park i bydelen Risskov for forstaden Egå, der ligger ud til Aarhus Bugt. Parken er delt op af en marina i midten, så der er en nordlige og en sydlig del. Kalø Vig og Helgenæs ligger øst for området, og lidt inde i landet mod vest ligger Egå Engsø. 
Selve stranden er relativt smalle og er omkring 10 og 12 meter brede, men og den sydlige del er omkring 850 meter lang mens den nordlige del er 440 meter lang. 